# Anthony Ewherido
Anthony Ovayero Ewherido (ur. 8 października 1960 w Eghwu) – nigeryjski duchowny katolicki, biskup Warri od 2023.

## Życiorys

### Prezbiterat
Święcenia kapłańskie przyjął 18 października 1986 i został inkardynowany do diecezji Warri. Przez wiele lat pracował jako duszpasterz parafialny, a w latach 1988–1992 kierował niższym seminarium w Effurun. W 2007 rozpoczął pracę jako wychowawca i wykładowca seminarium w Ibadanie. W 2013 został jego wicerektorem, a w 2019 rektorem.

### Episkopat
28 grudnia 2022 papież Franciszek mianował go biskupem diecezji Warri. Sakry udzielił mu 9 lutego 2023 nuncjusz apostolski w Nigerii – arcybiskup Antonio Filipazzi.